# 佐伯美香 (アイドル)
佐伯 美香（さえき みか、1989年〈平成元年〉10月29日 - ）は、日本の女性アイドルグループのAKB48、バイトAKBの元メンバーである。栃木県出身、元AKS所属、現Vernalossom総務部社員。

## 略歴
- 2007年5月27日、『AKB48 第一回研究生（4期生）オーディション』に合格[1]する。
- 2007年7月14日、『ひまわり組 1st Stage「僕の太陽」』公演で、「僕とジュリエットとジェットコースター」でデビュー。
- 2008年2月3日の夜公演で、研究生として初の旧チームBの正式メンバーへ昇格した。
- 2009年1月8日の公演で、足の怪我（棚障害）の治療により半年間休養することが発表されたが、7月もステージ復帰の目処が立たず、8月23日の昼に日本武道館で開催された『AKB104選抜メンバー組閣祭り』公演でAKB48を卒業した[1]。
- 2010年12月8日、『AKB48劇場5周年特別記念公演』で卒業以来初めてファンの前に姿を見せた。
- 2014年9月23日、『バイトAKB48 プロジェクト』に合格した[2][3]。
- 2015年2月28日、この日行われた『バイトAKB 素敵な思い出をありがとう公演　〜最後の本気バイト、劇場で見てください！！〜』をもってバイトAKBとしての活動を終了した。
- 2015年7月10日、バイトAKB活動終了後に運営スタッフを目指す意向を表明していたが、「ハロウィン・ナイト」スタッフバージョンのMV16人選抜入りし、AKS総務部で勤務していることを公表した[4][5][6]。
- 2019年10月22日に同年齢の男性と結婚[7]した。

## 人物
- 研究生から正規メンバーに昇格した初めてのメンバーである。
- 休養中の2009年1月18日 - 21日に開催された『AKB48 リクエストアワーセットリストベスト100 2009』で、自身のユニット曲「てもでもの涙」が3位にランクインし、歩行が困難な状態ながら椅子に座り出演した[要出典]。
- 2011年1月22日に『AKB48 リクエストアワーセットリストベスト100 2011』で、「てもでもの涙」にサプライズ出演した。MCで、AKB48を卒業以来髪を伸ばし続けていることを明かした。

## AKB48在籍時の劇場公演ユニット曲
ひまわり組 1st Stage「僕の太陽」公演
- 僕とジュリエットとジェットコースター
※2007年7月14日・9月30日の公演にて、中西里菜／佐藤由加理の代役として出演。

 チームB 2nd Stage「会いたかった」公演
- 恋のPLAN

 チームB 3rd Stage「パジャマドライブ」公演
- てもでもの涙（途中降板）

## 出演

### バラエティ
- AKBでアルバイト（2014年11月4日、フジテレビ）
- AKB48ネ申テレビ（ファミリー劇場）
  - Season19（2015年8月23日）

### ラジオ
- ON8（2008年3月24日、bayfm）
- AKB48 明日までもうちょっと。（2008年4月28日、文化放送）